# 5G
5G (neboli pátá generace bezdrátových systémů) je telekomunikační standard mobilní sítě, který technicky navazuje na standard 4G (LTE Advanced). Hlavním přínosem nové technologie je významné, přibližně desetinásobné zvýšení přenosové rychlosti a podstatné snížení doby odezvy oproti standardu 4G, což má kromě obsloužení více zařízení a zákazníků také umožnit využívání nových technologií (online dálkové ovládání různých zařízení, vysoká kvalita multimédií, apod.). První spuštění komerčního provozu 5G NR sítě bylo roku 2019 v Jižní Koreji. Sítě 5G NR mohou pracovat v samostatném režimu (5G SA) nebo pod řízením 4G sítě (5G NSA). Nástupcem by měla být technologie 6G, která dosáhne dalšího zlepšení v bezpečnosti, rychlosti a dalším snížení odezvy.

## Cíle a technické řešení

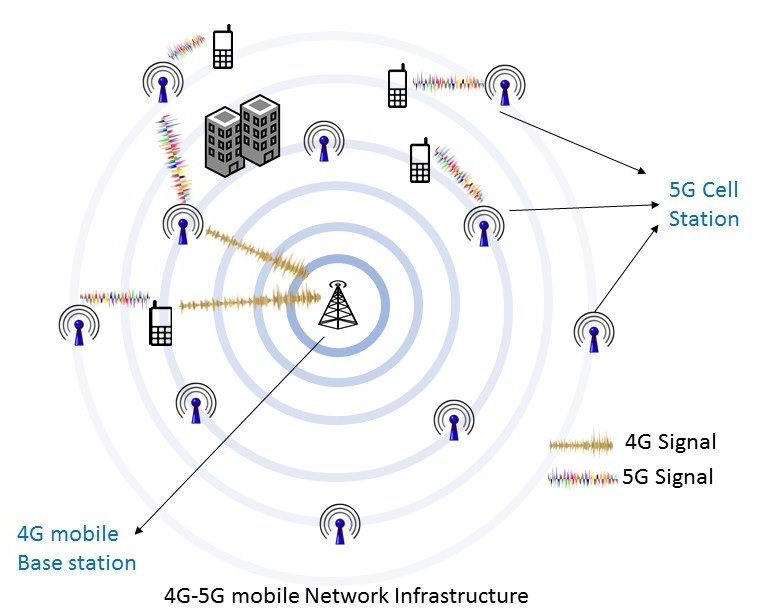
Diagram fungování 4G a 5G sítě

Nový standard má umožnit zvýšení teoretické přenosové rychlosti až na 20 Gbit/s a snížení odezvy řádově na jednotky milisekund, což umožní rychlejší internet v mobilních telefonech, využití technologie v průmyslu a robotice, ale hlavně v oblastech internetu věcí, autonomních vozidel, virtuální a rozšířené reality, 360stupňových videí a holografických telefonátů a projekcí. Podle Mezinárodní telekomunikační unie musí být po dobu 95 procent datového přenosu dosahováno rychlostí 100 Mbit/s (12,5 MB/s) pro download a 50 Mbit/s (6,25 MB/s) pro upload.
5G sítě by měly přinést rychlost přenosu až 20 Gbps a zpoždění při přenosu pod 1 milisekundu. Technické řešení by mělo být založeno na používání milimetrových vln (frekvence 30–300 GHz přinesou podstatné rozšíření kmitočtového pásma pro mobilní komunikaci), malých buněk (kompenzuje menší dosah a horší šíření milimetrových vln a zároveň umožní zvětšení hustoty tj. počtu účastníků na jednotku plochy), používání mnoha antén (massive MIMO – kratší vlnové délky umožní zmnohonásobení počtu antén základnových stanic), tvarování vyzařovacího diagramu (dovolí komunikaci s nižší spotřebou; umožněno masivním MIMO a sofistikovaným zpracováním signálu) a plně duplexní komunikaci přímo na úrovni rádiové komunikace.
Jelikož nároky různých technologií mohou být odlišné (například v mobilních telefonech je důležitější rychlost připojení, zatímco pro autonomní vozidla je klíčová co nejkratší odezva), je vyvíjen tzv. „network slicing“ (v doslovném překladu „krájení sítě“), tedy technické řešení umožňující rozparcelování sítě 5G na různé virtuální vrstvy, tzv. podsítě k různému využití a s odlišnými parametry, které si vyžaduje příslušná technologie, kterou síť právě podporuje; bude možné rovněž připojení velkého množství zařízení (například senzorů) k jediné vrstvě. Dalším přínosem nového standardu bude částečná decentralizace sítě, tedy umožnění přímé komunikace mezi jednotlivými zařízeními s vynecháním operátora, což umožní vyšší rychlost a nižší zpoždění při komunikaci.
Vývoj standardu byl definitivně dokončen přibližně v polovině roku 2018. Konsorcium 3GPP definuje vlastnosti rádiového rozhraní pomocí standardu 5G New Radio (5G NR) a Mezinárodní telekomunikační unie zpracovává řadu standardů ITU IMT-2020, které předpokládají tři hlavní způsoby využití. Jde o rozšířenou mobilní širokopásmovou komunikaci (Enhanced Mobile Broadband, eMBB), vysoce spolehlivá spojení s nízkou latencí (Ultra Reliable Low Latency Communications, URLLC), a hromadná komunikace mezi stroji (Massive Machine Type Communications, mMTC). Tedy kromě zrychlení datových a video přenosů v mobilních telefonech se počítá s možností budování kritické struktury s okamžitou odezvou a především s růstem bezdrátových přenosů informace mezi stroji i v rámci průmyslových podniků a tyto různé potřeby zohledňují i telekomunikační správy a úřady při plánování využití rádiového spektra.

### Kmitočtová pásma
Především pro mobilní telefonní operátory jsou určena pásma pod 1 GHz (včetně tzv. digitální dividendy při celoevropském přechodu z DVB-T na DVB-T2, kdy se uvolní oblast nad 700 MHz (tj. např. v ČR bude nejvyšší použitý TV kanál č. 48). V pásmech mezi 1 a 6 GHz je možné jak mobilní řešení, tak i stacionární pokrytí specifického místa podobně jako dnešní WiFi sítě, ale nejmasovější rozvoj (z hlediska počtu zařízení 5G) umožní milimetrové vlny, kde se předpokládá využití kolem 26 GHz (pásmo 24,25–27,5 GHz), 42 GHz (40,5–43,5 GHz) a v pásmu 66–71 GHz z pásma V, s velkým prostorem pro lokální bezdrátové propojení zařízení a snímačů v rámci jednoho provozu. Vize Evropské komise Akční plán 5G pro Evropu z roku 2016 (COM/2016/0588) předpokládá až milión připojených zařízení na 1 čtvereční kilometr.

## Nasazení 5G
Kromě sítí mobilních operátorů se očekává, že se 5G technologie bude používat také pro soukromé sítě s aplikacemi v oblasti průmyslového internetu věcí, podnikových sítích a kritických komunikacích, což je označováno jako NR-U (5G NR in Unlicensed Spectrum).
Počáteční spuštění 5G NR záviselo na spárování se stávající infrastrukturou LTE (4G) v neautonomním režimu (NSA) (5G NR rádio s jádrem 4G), než dozrál autonomní režim (SA) s jádrem sítě 5G.
V dubnu 2019 identifikovala asociace Global Mobile Suppliers Association 224 operátorů v 88 zemích, kteří předvedli, testovali nebo zkoušeli technologie 5G nebo získali licenci k provádění provozních zkoušek technologií 5G, zavádění sítě 5G nebo oznámení spuštění služeb. V listopadu 2018 činil tento počet 192 operátorů z 81 zemí. První zemí, která přijala 5G ve velkém měřítku, byla v dubnu 2019 Jižní Korea. Švédský telekomunikační gigant Ericsson předpověděl, že 5G internet pokryje do konce roku 2025 až 65 % světové populace a také plánuje investovat 1 miliardu Realů (238,30 milionu dolarů) v Brazílii, aby přidal novou montážní linku určenou pro technologii páté generace (5G) pro své latinskoamerické operace.
Při spuštění sítě 5G v Jižní Koreji používali všichni operátoři základnové stanice a zařízení společností Samsung, Ericsson a Nokia, s výjimkou společnosti LG U Plus, která používala také zařízení společnosti Huawei. Společnost Samsung byla v době spuštění největším dodavatelem základnových stanic 5G v Jižní Koreji, neboť v té době dodala 53 000 základnových stanic z celkového počtu 86 000, které v té době instalovala v celé zemi.
K prvnímu poměrně významnému nasazení došlo v dubnu 2019. V Jižní Koreji si SK Telecom nárokoval 38 000 základnových stanic, KT Corporation 30 000 a LG U Plus 18 000; z toho 85 % v šesti velkých městech. 3,5 GHz (sub-6) spektrum využívají v neautonomním režimu (NSA) a testované rychlosti se pohybovaly od 193 do 430 Mbit/s směrem dolů. V prvním měsíci se jich zaregistrovalo 260 000 a do konce roku 2019 4,7 milionu. Společnost T-Mobile US byla 1. společností na světě, která spustila komerčně dostupnou samostatnou síť 5G NR.
Mezi devět společností, které prodávají rádiový hardware 5G a systémy 5G pro operátory, patří: Altiostar, Cisco Systems, Datang Telecom/Fiberhome, Ericsson, Huawei, Nokia, Qualcomm, Samsung a ZTE.

### Nasazení 5G v ČR
Operátor T-Mobile zprovoznil v srpnu 2021 první kampusovou síť 5G SA (tj. plně 5G) v ČR v pražském areálu ČVUT. Taková síť dosahuje latence od 1 do 10 ms a rychlost až desítek Gbps a proti LTE i úsporu energie. Další kampusové sítě zprovoznil v TU v Liberci a VUT Brno.
Operátor O2 testuje od června 2022 jako první v ČR použití 5G s využitím milimetrových vln (M-Wawe) o frekvenci 26 GHz v reálném prostředí veřejné sítě na pražském Chodově a na Brumlovce, kde dosahuje download 4,3 Gbps, upload 250 Mbps a latenci jednotek ms. Těchto maximálních hodnot je možno dosáhnout v případě přímé viditelnosti do 500 m, přičemž maximální vzdálenost od středu buňky byla 800 m.
Operátor Vodafone zahájil v ČR v roce 2024 přechod své sítě z 5G NSA na síť s 5G core (tj. řídící centrum celé jeho sítě bude 5G). K přechodu sítě na plně 5G SA bude nutné vyměnit též základnové stanice (BTS), k čemuž zatím Vodafone časový plán nemá.
V říjnu 2024 operátor O2 dokončil čtyřletou modernizaci moravské části sítě na 5G. Klesající provoz 2G sítě umožnil zredukovat počet kanálů v pásmu 900 MHz a využít větší část pásma pro 4G data. Protože v tuto dobu má 5G telefon pouze 30 % zákazníků a síť zůstává 5G NSA (tj. řízení 5G sítě zajišťuje 4G jádro), odezva sítě 4G a 5G je téměř stejná. Z pohledu operátora je vhodné, aby telefon uměl funkci VoLTE, což většina 4G/LTE telefonů umožňuje. Zákazník tak sice 5G přímo nepotřebuje, ale operátorovi umožňuje nabízet větší objemy služeb (větší kapacita datových přenosů i volání). V Česku tak plně 5G SA síť zatím nebude (plnou 5G SA síť by měl nabízet německý operátor O2 Telefonica od konce roku 2025 pod obchodním názvem 5G Plus).

### 5G Broadcast
Od roku 2022 testují České Radiokomunikace (CRA) technologii 5G Broadcast, která umožní sledovat televizní vysílání na mobilu podobně jako na běžné televizi. Nebude nutné připojení k internetu ani nebude nutné mít SIM kartu. V roce 2024 podporují tuto technologii některé modely mobilních telefonů Xiaomi, OnePlus, Motoroly nebo Samsungu. Komerční nasazení je plánováno na rok 2027, kdy by měl fungovat souběžně s DVB-T2, ale měl by poskytnout větší možnosti a nižší náklady, než nabízí DVB-T2 nebo IPTV.
V prosinci 2024 bylo v ČR spuštěno pilotní testovací vysílání 5G Broadcastu z televizního vysílače Praha–Žižkov na kmitočtu 742 MHz s výkonem 32 kW s vysíláním zpravodajských stanic ČT24 a CNN Prima News, které pokrývá Prahu a část středních Čech. K příjmu je ve většině mobilních telefonů pro úspěšný příjem stále nutná softwarová úprava nebo speciální aplikace.

## Zavádění a prognózy

### Testování
První evropské vysílače signálu 5G podle předběžného standardu 5G NR úspěšně otestovala již v říjnu 2017 v Berlíně společnost Deutsche Telekom a naměřila rychlost kolem 2 Gbit/s. V České republice otestoval T-Mobile na začátku roku 2018 podpůrnou technologii Massive MIMO, která několikanásobně zvyšuje kapacitu mobilních vysílačů, v červenci 2018 pak Vodafone testoval v Karlových Varech první ukázku sítě 5G, přičemž dosáhl rychlosti okolo 1,8 Gbit/s. V německém i českém testu byly použity technologie čínské společnosti Huawei. V roce 2018 začne 5G sítě testovat také Orange, skupina British Telecom a několik dalších významných mobilních operátorů, z nichž někteří spolupracují s výrobcem bezdrátových modemů pro mobilní telefony Qualcomm.
V únoru 2018 byla technologie testována na zimních olympijských hrách v Pchjongčchangu; při společných testech jihokorejské telekomunikační společnosti KT Corporation, Intelu a Samsungu bylo vyzkoušeno a předvedeno využití 5G v samořídících autobusech, při 360stupňových přímých přenosech a při vytváření virtuální reality. V září 2018 proběhlo ve Spojeném království úspěšně testování holografické komunikace na vzdálenost 260 km a ve stejném měsíci v ČR proběhl test nových možných aplikací pro sítě 5G, na němž spolupracovaly Český telekomunikační úřad a společnost Nokia.
Kromě telekomunikací (pokrytí co nejširšího území) se testuje i průmyslové využití v omezených areálech pro internet věcí (IoT) a Průmysl 4.0, například v Německu v pásmu 3,7–3,8 GHz.

### Spouštění telekomunikačních sítí

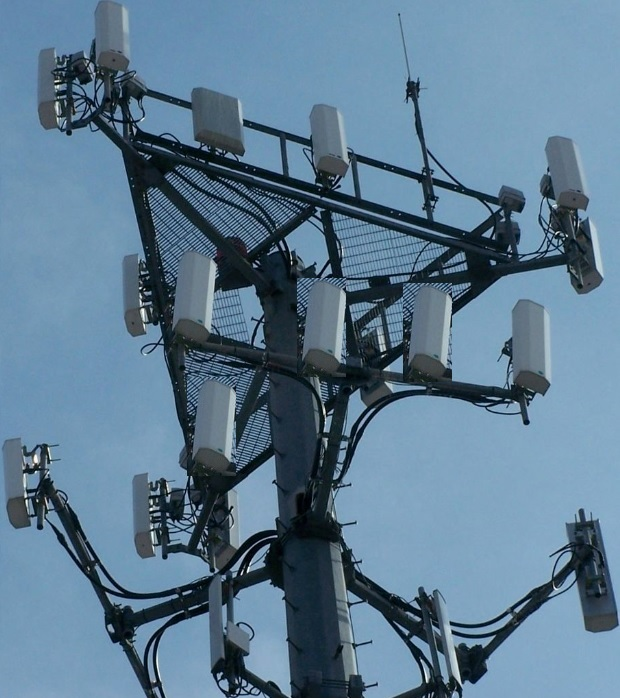
Vrchol stožáru s anténami celulární radiové sítě 5G

Předpokládá se, že zavádění 5G začne na konci roku 2018 a bude probíhat nejrychleji v severoamerickém a asijském regionu – spuštění technologie připravují všichni významní američtí operátoři a americký T-Mobile plánoval pokrytí New Yorku a Las Vegas a dalších 28 měst už do konce roku 2018. V evropském prostoru se stala významným mezníkem dohoda italského operátora Telecom Italia se San Marinem, díky níž se země ještě v roce 2018 pravděpodobně stane první zemí světa s celostátním pokrytím signálem 5G. V roce 2019 plánují spuštění sítí jihokorejští operátoři KT Corporation a SK Telecom. Spuštění první komerční evropské sítě plánuje skupina Deutsche Telekom v roce 2020 v Německu.
V srpnu roku 2020 oznámil Český telekomunikační úřad zahájení aukce kmitočtů v pásmu 700 MHz a 3,5 GHz pro české mobilní sítě 5G. Poskytování služeb operátorem bude muset být spuštěno do dvou let a licence mají mít patnáctiletou platnost, přičemž spuštění sítí úřad očekává v roce 2022. Při testování 5G v České republice úřad spolupracuje v rámci pilotního projektu se společností Nokia, což přispěje včasnému spuštění komerčního provozu. K podpoře rozvoje 5G byl také spuštěn národní projekt experimentálního provozu 5G v 5 městech.

### Koncová zařízení
V srpnu 2018 představila společnost Motorola první chytrý telefon s modulární podporou 5G a na druhou polovinu roku 2019 je ohlášeno uvedení modelu s integrovanou podporou od čínského výrobce Huawei. V roce 2019 plánuje jihokorejský konglomerát Samsung uvést novou generaci chytrých telefonů Galaxy S a díky své dohodě s výrobcem modemů Qualcomm hodlá začít prodávat svá zařízení s podporou 5G přibližně dvacet výrobců telefonů, například Asus, HMD, HTC, Lenovo, LG, Sony, Xiaomi a ZTE.
V roce 2019 plánuje Intel uvést první notebooky s 5G modemy.

### Očekávaný přínos
Podle predikce společnosti Ericsson bude do konce roku 2023 prostřednictvím nejnovějších mobilních sítí připojena více než miliarda uživatelů, což bude představovat přibližně 12 procent všech světových připojení a přes sítě 5G bude probíhat více než 20 procent mobilního datového provozu. Během tohoto období se má objem datového toku zvýšit osminásobně a dosáhnout hodnoty kolem 100 exabytů měsíčně, hlavně v důsledku zvýšené konzumace obsahu koncovými uživateli. Na konci roku 2023 má být prostřednictvím sítí 5G připojena přibližně polovina severoamerických, třetina asijských a pětina západoevropských mobilních uživatelů. Celosvětově největší penetrace se očekává v Číně, kde má do roku 2022 využívat 5G téměř 600 milionů obyvatel země.
Podle Evropské komise by ekonomické výhody technologie mohly do roku 2025 dosáhnout hodnoty 113 miliard eur, celosvětový přínos do roku 2035 je odhadován na více než 12 bilionů dolarů. Počet zařízení připojených přes tzv. internet věcí by měl počet mobilních telefonů převýšit víc než desetinásobně a zabezpečené bezdrátové přenosy pro výrobu, logistiku, dopravu, zdravotnictví, energetiku a média mají značně zlevnit instalaci tzv. chytrých řešení.
Teprve průmyslové 5G může pokrýt komunikační potřeby tzv. inteligentní továrny, která má být pružnější, autonomnější a efektivnější. Celofiremní internet věcí (IoT), využívání mobilních robotů, autonomních přepravníků, aplikace virtuální reality pro servis i pro obsluhu budou vyžadovat napříč celým podnikem bezdrátovou síť s rychlým a spolehlivým přenosem dat.
Technika 5G Broadcast představuje možný další vývoj rozhlasového a televizního vysílání, kdy se v pásmu 5G (například 700 MHz) vysílá sada video a audio proudů z jednoho výkonného vysílače určená pro rozsáhlé území, podobně jako u pozemní televize DVBT-2 HVEC. Výhodou je, že signál bude moci přijímat neomezený počet zařízení, například vhodných mobilních telefonů, aniž by spotřebovávala nějaký datový tok nebo vyžadovala SIM kartu. Testy ve 20. letech 21. století probíhají v několika zemích ve standardu FeMBMS (Further evolved Multimedia Broadcast Multicast Service) definovaném v rámci skupiny 3GPP. Přijímače zatím existují jen v testovací podobě a nevyžadují autentifikaci do sítě (Receive-Only-Mode)

## Kontroverze

### Bezpečnostní rizika
Návrh 5G (stav v červnu 2018) přebíral principiální bezpečnostní slabinu technologie LTE, která umožňuje potenciálnímu útočníkovi přesměrovat data na jiný server, aniž by to uživatel zaznamenal. Podle některých amerických vědců lze navíc jednoduše sledovat polohu uživatelů sítě. Vzhledem k navázaným technologiím bude třeba k sítím 5G přistupovat jako ke kritické infrastruktuře, na které bude postupně závislá další infrastruktura a masivní datové přenosy spolu s miliardami připojených zařízení IoT významně rozšíří plochu pro kyberútoky, protože se očekává, že většina lidských činností se bude opírat o kybernetickou infrastrukturu a rozsáhlé digitální ekosystémy. Očekává se mnohem více zranitelností oproti 4G standardu z důvodu vyššího počtu přístupových bodů.
Evropská unie vydala roku 2020 sérii doporučení, z nichž vyplývá, že při výběru dodavatele technologií musí být brány v potaz především politické mantinely státu, z něhož dodavatel přichází – a země bez vymahatelnosti práva, ovládané autoritářskými vládci či institucemi by měly být z dodávek vyloučeny, protože u nich hrozí podstatně větší nebezpečí zneužití technologií proti zákazníkovi.

### Zdravotní rizika
Vědecký konsenzus říká, že technologie 5G je zdravotně bezpečná. Odlišnost technologie 5G, spočívající ve směřování vyzařovaných paprsků aktivními anténami do míst, kde jsou koncová zařízení, vedlo ke konspiračním teoriím, které tvrdí, že 5G má nepříznivý dopad na lidské zdraví. Podle Českého telekomunikačního úřadu (ČTÚ), který vysvětlil fyzikální mechanizmus působení vysokofrekvenčního elektromagnetického pole na biologickou tkáň z pohledu makroskopického i molekulárního, ale sítě 5G při dodržení hygienických limitů nepředstavují žádné riziko. Vzhledem k tomu, že jediný známý účinek vysokofrekvenčního pole na biologickou tkáň je tepelný, nabízí se tepelné porovnání s účinkem Slunce; o nízkém vyzařovaném výkonu na úrovni šumu pozadí (tj. vyzařování Slunce i každého teplého objektu) je možné se nezávisle přesvědčit.
Totožné stanovisko jako ČTÚ uvádí i Ministerstvo průmyslu a obchodu ČR s odkazem na informaci Státního zdravotního ústavu vysvětlující, na jakých principech jsou postaveny hygienické limity expozice vysokofrekvenčním  elektromagnetickým polím. Stanoviska se opírají o závěry renomovaných institucí, k nimž patří v obecnější rovině zejména Světová zdravotnická organizace (WHO), a pro oblast neionizujícího záření Mezinárodní komise pro ochranu před neionizujícím zářením (ICNIRP) sdružující experty z celého světa na související obory biologie, epidemiologie, lékařství, fyziky a chemie, kteří se věnují systematickému hodnocení biologických účinků a mechanizmů působení neionizujícího záření. Závěry těchto expertních týmů jsou vždy podrobeny recenznímu řízení, a teprve poté jsou publikovány.
Informace o zdravotních rizicích 5G sítí a jejich využívání k manipulaci obyvatel často šíří takzvané dezinformační weby.
Podle některých názorů představují milimetrové vlny (nově používané 5G sítěmi) zdravotní riziko pro člověka i přírodu, přičemž odkazují na studie zkoumající vliv milimetrových vln na kůži, zrak, srdce a zvýšenou rezistenci bakterií. Podle studie v časopisu Scientific Reports z roku 2018 existuje také rezonanční absorpce u hmyzu, který bude podle této studie vstřebávat vlnění o milimetrových vlnových délkách řádově stokrát více, než se děje u záření dosud užívaného. Souvislost mezi milimetrovými vlnami vyskytujícími se běžném prostředí a výrazným, někde až 75–80% snížení populace létavého hmyzu oproti roku 1989, ale nebyla nalezena a k uváděným hypotézám důvodů těchto změn nadále patří sucho, používání pesticidů a hnojiv v zemědělství a změny v krajině.
Mezinárodní výzva k Evropské unii podaná 13. září 2017 získala více než 180 podpisů vědců z 35 zemí (z USA Joel Moskowitz). Citují obavy z 10 až 20 miliard připojení k 5G síti a následné zvýšení expozice RF-EMF, které neustále ovlivňuje globální populaci. Takzvaný 5G appeal podepsalo 424 vědců (k roku 2022) v němž je požadováno moratorium na pokrytí 5G v Evropě, dokud nebyla plně prozkoumána možná rizika pro lidské zdraví.
Mezinárodní agentura pro výzkum rakoviny od roku 2013 považuje radiofrekvenční záření za podezřelý karcinogen. Od roku 2015 je pak specifická míra absorpce (SAR) záření v ČR omezena nařízením vlády č. 291/2015 Sb.

### Investiční náročnost
Z hlediska stávajících i budoucích telekomunikačních operátorů sice nové služby i nové oblasti použití nabídnou nové možnosti zisku, ale proti stávajícím sítím 4G budou rozsáhlejší uspokojivě fungující sítě 5G finančně násobně náročnější. Zatímco obvyklá rádiová makrobuňka operátora 4G pokryje oblast 25 km², u 5G se pro stejnou oblast odhaduje 20 a víc buněk s odpovídajícími anténami. Kromě toho jsou násobně přísnější i požadavky na stálou a minimální odezvu (latenci), kterým dosavadní hardware nevyhoví. Požadavky budoucích ultra spolehlivých zařízení s nízkou latencí (URLLC) pro kritické aplikace připouštějí odezvu kolem 1 ms.

### Obsazování kmitočtového pásma
Politickým rozhodnutím ve prospěch mobilních sítí je neustále „ukrajováno“ z pásem vyhrazených původně pro jiná zařízení, například televizní vysílání nebo bezdrátové mikrofony. Provozovatelé a uživatelé tak jsou nuceni zbytečně vyměňovat svá zařízení, často na své vlastní náklady.

### Iniciativy za zastavení zavádění 5G
Ve světě vznikly různé snahy vyvolat společenskou diskusi, jestli technologický přínos sítí 5G vyváží potenciální rizika s tím spojená. V roce 2018 vznikla mezinárodní výzva proti zavádění 5G sítí; k jejím argumentům patří kromě bezpečnostní nedokonalosti zejména údajné riziko výrazného nárůstu elektromagnetického záření, a to v nových, dosavadními mobilními technologiemi nepoužívaných frekvencích. Autory těchto iniciativ je dále zmiňován dopad na živé organismy, zvlášť na genetickou informaci, který podle některých názorů nelze zcela vyloučit kvůli krátké době existence mobilních sítí, plošně vyzařujících toto záření.
V Evropě a USA vznikly i další iniciativy vyzvat vlády k zastavení zavádění 5G sítí. Z důvodů přetrvávajících pochybností přerušilo své plány na zavádění 5G technologie například belgické hlavní město Brusel.
Současný stav vědeckého poznání nicméně u hypotéz o genotoxických nebo karcinogenních účincích vysokofrekvenčního záření vyskytujícího se v běžném prostředí neprokázal ani příčinnou souvislost, natož vysvětlení možného mechanizmu působení.